# NGC 2012
NGC 2012 је елиптична галаксија у сазвежђу Трпеза која се налази на NGC листи објеката дубоког неба.
Деклинација објекта је - 79° 51' 7" а ректасцензија 5h 22m 35,1s. Привидна величина (магнитуда) објекта NGC 2012 износи 13,1 а фотографска магнитуда 14,1. NGC 2012 је још познат и под ознакама ESO 16-5, PGC 17194.